# Maurice Castellain
Maurice Castellain född 9 augusti 1895 död 25 juni 1977, fransk kompositör och manusförfattare. Han var verksam under pseudonymnamnet Henry Verdun.

## Filmmusik i urval
- 1954 - La tour de Nesle
- 1952 - Les amants de minuit
- 1931 - Falska miljonären